# Mattstock
Mattstock är ett berg i Schweiz.   Det ligger i distriktet Wahlkreis See-Gaster och kantonen Sankt Gallen, i den östra delen av landet, 130 km öster om huvudstaden Bern. Toppen på Mattstock är 1 936 meter över havet, eller 839 meter över den omgivande terrängen. Bredden vid basen är 12,9 km.
Terrängen runt Mattstock är bergig söderut, men norrut är den kuperad. Närmaste större samhälle är Schänis, 6,9 km väster om Mattstock. 
Omgivningarna runt Mattstock är en mosaik av jordbruksmark och naturlig växtlighet. Runt Mattstock är det ganska glesbefolkat, med 27 invånare per kvadratkilometer.